# NGC 5921
NGC 5921 is een balkspiraalstelsel in het sterrenbeeld Slang. Het hemelobject werd op 1 mei 1786 ontdekt door de Duits-Britse astronoom William Herschel.

## Synoniemen
- UGC 9824
- MCG 1-39-21
- ZWG 49.146
- IRAS 15194+0514
- PGC 54849